# 戦車兵 (1939年の映画)
戦車兵（原題：Танкисты）は、1939年にソ連で製作された白黒長編プロパガンダ映画。

## あらすじ
この映画は、ソ連の戦車や装甲部隊の能力を示す軍事プロパガンダ映画で、想定される敵との戦争において容易に勝利するシナリオとなっている。
以下があらすじである。
ドイツ軍のビューレル将軍は、ある「最高指導者」の命令で、ドイツ軍が国境を越えてソ連領の大部分を突撃で占領し、クラスノアルメイスクの街を破壊するという作戦を計画した。
これに対し、ソ連軍の戦車部隊は迅速に出撃する。偵察に出たロギノフ中尉の小隊の3輌の戦車は、秘密裏に国境を越えて侵入してきたドイツ軍騎兵部隊を機銃掃射で撃退する。
さらに、ロギノフ中尉の小隊のうちの1輌は、どんどん敵陣に進入し、小川にかかる木橋を渡ろうとする。トーチカを構えたドイツ軍監視所はあわてふためき、橋を渡ろうとする戦車に向かって砲撃し、橋に命中する。橋は破壊されたものの、3輌の戦車は水中に飛び込んで小川を渡り、対戦車砲を踏み潰してさらに前進する。
戦車は断崖絶壁に行き当たってこれ以上の前進はできない。ロギノフ中尉は、偵察の結果を午後6時ちょうどに司令官に報告することになっているため、急いで戻ろうとするが、帰路にドイツ軍の航空機による爆撃を受け、無線連絡を受けていた司令部との通信が途絶える。司令官の腕時計は6時前15分を指している。
無線連絡は途絶えたものの戦車は帰路にあり、ドイツ軍の陣地を突き抜けていく。路上の村に差しかかかったところ、幼児が道路上で遊んでおり、これを避けるためにハンドルを切ったところ、路傍の民家に突っ込み身動きできなくなる。ドイツ軍は履帯に丸太を突っ込み戦車が動けないようにした上で、開いていた銃眼に外から小銃を突っ込み戦車内の砲弾を射撃して爆発させようとしたり、藁を積み上げて火をかけ乗員を燻り出そうとするが、車底から這いだして丸太を取り除くことができたので戦車は後退でき帰路につく。
途中、丸太杭だけで橋桁・床版がかかっていない橋杭に履帯を載せてアクロバティックに川を越えて6時に帰投する。司令官は「ご苦労」とロギノフ中尉の頬に接吻し、無線で呼びかけ続けていた通信士はあきらめて立ち上がったところに中尉の姿が現れたので、安堵の笑みをうかべる。
指揮官率いる討伐隊が断崖絶壁に到着。戦車をロープで釣り下ろして、絶壁下の川に下ろし、さらに川を渡る。
（字幕） 参謀本部指揮下の戦車群は合図の「勝利」の無線信号を受け、正面から敵を攻撃するために移動する。敵は猛烈な砲火を浴びせてくるが、戦車はその砲火をものともせず、どんどん前に進んで行く。最後の敵砲兵は、赤軍指揮官グループの分遣隊（ロゴノフ隊）の前進を止めようとした。森が開けた草原の高みに砲をかまえて、赤軍分遣隊の戦車を待ち構える。1輌が窪地に擱座する以外は砲弾が命中しないものの、前進が阻まれる。ドイツ軍にとっては、赤軍分遣隊を止めれば、攻撃隊の前進を遅らせることができる。
ロギノフ中尉らは森の中に待避して状況を偵察し、1輌のおとり戦車を先発させるが砲弾を浴びて乗員が負傷し停止してしまう。中尉は操縦士ひとりを停止している戦車に走らせ動かさせ、ドイツ軍の対戦車砲に戦車砲弾を浴びせて破壊し、森の中に待避していた戦車隊を発進させる。
（字幕） エンスブルグへの最後の難関である森に、ナチスの飛行機が火を放つ。
しかし、赤軍戦車隊は劫火をものともせず、燃えさかる森の中を前進する。
対するドイツ軍司令部の指揮官は無線で前線との連絡がとれず、胸に十字を切りながら神に祈るという体たらくで、重苦しい雰囲気に包まれる。やがて、赤軍の戦車兵がドイツ軍司令部になだれ込んできたので、ドイツ軍指揮官達は取り出していたピストルを下ろし降伏する。

## 配役
- ロギノフ中尉 - アレクサンドル・クラコフ
- メルニコフ操縦士 - ウラジミール・チョブル
- かみなりおやじのカラセーエフ、戦車技師 -  イヴァン・クズネツォフ
- 師団長ミキータ・アンドレイオビッチ・スミルノフ - グレゴリー・ゴルビューノフ
- トゥカチェンコ政治将校 - ミハイル・ヴォリスキー
- 師団本部の無線通信士 - ステパン・クリロフ
- 通信士長 - ボリス・シュリヒティング
- 戦車隊長ロマネンコ - ティモフィ・レミゾフ
- 戦車兵 -  レオニード・クミット
- ドイツ軍ビューレル将軍 - イリヤ・オルロフ
- ドイツ軍フォン・ガルテン参謀総長 -  ヴァシリー・メルクリエフ
- ドイツのある最高指導者 - ドミトリー・ドゥドニコフ
- 危うく戦車に轢かれそうになった子供の母親 - ハンナ・ザルジツカヤ

## 特記事項
- この映画の断片は、長編映画「トラクター運転手 」[2]のエピソードで使用されている。